# Tikkebroeken
De Tikkebroeken is een natuurgebied in de Antwerpse gemeenten Oud-Turnhout en Kasterlee.
Het tussen 50 en 100 ha grote gebied wordt beheerd door Natuurpunt en is onderdeel van Natura 2000-habitatrichtlijngebied Bos- en heidegebieden ten oosten van Antwerpen.

## Landschap
Dit is een veengebied waardoorheen de Rode Loop stroomt. Tot in de 20e eeuw werd er turf gewonnen, waarbij gaten ontstonden die verlandden en waaruit weer moer werd gewonnen dat ter bemesting van de akkers werd gebruikt. Hakhoutbeheer vond plaats in elzenbroekbos, er waren heiderestanten die werden geplagd en er waren hooilanden. Dit alles zorgde voor een gevarieerd en kleinschalig landschap. De Rode Loop kan soms overstromen en een groter gebied onder water zetten.

## Flora en fauna
Naast struikheide, dopheide en zonnedauw vindt men er elzenzegge en gele lis. Er zijn gagelstruwelen.
Van de vogels kunnen worden genoemd: blauwborst, ijsvogel, boompieper, kleine bonte specht, matkopmees, waterral, grote bonte specht, groene specht en zwarte specht.
Van de insecten kan de bosbeekjuffer worden genoemd.

## Toegankelijkheid
Het gebied is toegankelijk op wegen en paden.